# Dănuț Dumbravă
Dănuţ Marin "Dan" Dumbravă (nacido el 6 de agosto de 1981 en Bucarest) es un jugador de rugby rumano que juega en las posiciones de apertura y zaguero.
Su primer partido con la selección de rugby de Rumania fue el 1 de noviembre de 2002, en una derrota 40-3 frente a Gales, en Wrexham, en un partido amistoso. Con 389 puntos (a fecha 8.9.2015) es uno de los máximos anotadores de su país. Ha sido seleccionado para las copas del mundo de rugby de 2003, 2007, 2011 y 2015.